# Heckler & Koch HK CAWS
Le Heckler & Koch HK CAWS (Close Assault Weapon System) est un prototype de fusil à pompe (calibre 12) automatique, conçu comme un fusil de combat - coproduit par Heckler & Koch et Winchester / Olin dans les années 1980. Il s'agissait de l'entrée de Heckler & Koch dans le programme Close Assault Weapon System de l'armée américaine.
Il s'agît d'un fusil disposant de 10 coups, chambré en calibre 12, bullpup et tirant en mode semi-automatique et automatique. Le fusil se veut entièrement ambidextre.

## Développement
Le développement du HK CAWS a commencé en réponse à l'exigence du JSSAP pour les munitions portatives améliorées pour canon non rayées (RHINO) qui est elle-même issue du projet d'armes d'opérations spéciales (SOW). RHINO détermine quelques spécificités pour les armes attendues : une capacité de chargeur de 10 cartouches, une exigence pour que les nouvelles munitions soient incompatibles avec les fusils de chasse de calibre 12 commerciaux, un recul n'étant pas supérieur à un Remington 870P tirant des cartouches M162 ou M257 et que le système fournisse une capacité de pénétration et de neutralisation de manière significativement plus importante que les munitions M162 et M257.
En réponse, Olin et Winchester ont développé une cartouche à bourrelet en laiton de 3" (76 mm), contenant 8 granules d'alliage de tungstène de 3.1 g propulsées à 538 m/s (1 770 ft/s) et capable de pénétrer 20 mm (0.79 in) de bois ou 1.5 mm (0.059 in) de tôle en acier doux, le tout à 150 m. Ces cartouches pouvaient également être chargées de 000 Buckshot ou de fléchettes. À la suite d'une demande de HK, Olin développa également une charge de fléchettes, utilisant vingt projectiles beaucoup plus petits à une vitesse élevée d'environ 900 m/s (2 950 ft/s).
Au début des années 1980, le programme des CAWS avait succédé à RHINO. L'objectif principal de ce programme était de développer une arme à feu personnelle de nouvelle génération, capable de tirer plusieurs projectiles à haute puissance avec une portée effective de 100 à 150 mètres. L'utilisation de plusieurs projectiles devait augmenter les chances de toucher la cible au combat. Heckler & Koch Germany, couplée à Winchester Corp., était l'une des équipes engagées dans le programme CAWS. Heckler & Koch était responsable du développement d'une arme, tandis que Winchester était responsable du développement des nouveaux types de munitions.
L'arme à feu finale, conçue autour des cartouches Olin, était le HK CAWS. Avec un boîtier extérieur en plastique à haute résistance comme le précédent G11 de HK, l'arme a été conçue pour réduire le recul grâce à l'utilisation d'un "système de recul flottant" intérieur. Malgré la conception en "bullpup", il a été décidé de l'adapter pour une utilisation ambidextre, via des sélecteurs de tir et des leviers de sécurité ambidextre et une éjection convertie de droite à gauche en tournant une tête de boulon de 180°. La chambre de tir a été configurée pour accepter les cartouches ceinturées exclusives ainsi que les cartouches de calibre 12 commerciales et le canon pouvait être équipé d'un choke ou d'une extension de canon. La poignée de transport couvre la poignée d'armement similaire à celle de l'AR-10 et abritait un viseur optique qui pourrait être converti en viseur de rail.
Bien que testé par l'armée américaine et battant les propositions de AAI Corporation, Pan Associates et Atchisson dans la compétition, le CAWS a été annulé et la production, tant militaire que civile, a été interrompue.

## Voir également